# 長距離秩序
長距離秩序（ちょうきょりちつじょ）は、結晶構造に秩序（一定の繰り返しのパターン）があること。
たとえば置換型固溶体（合金）の場合、金属原子Aと置換する原子Bの位置が周期的であることなどをいう。長距離秩序がある場合、X線回折などで、無秩序の時の干渉線以外に新しい干渉線が現れる。